# 苏肯·戴伊
苏肯·戴伊（1989年3月28日—）是一名印度举重运动员，身高1.56米，曾获以230千克的成绩获广州亚运会男子56公斤级举重第十名。